# Ocultació de pèrdues de paquets
L'ocultació de pèrdua de paquets (PLC) és una tècnica per emmascarar els efectes de la pèrdua de paquets en les comunicacions de veu sobre IP (VoIP). Quan el senyal de veu s'envia com a paquets de VoIP a una xarxa IP, els paquets poden (i probablement ho faran) viatjar per diferents rutes. Per tant, un paquet pot arribar molt tard, pot estar malmès o, simplement, no arribar. Un exemple de l'última situació podria ser quan un servidor rebutja un paquet que té un buffer ple i no pot acceptar més dades. Altres casos inclouen la congestió de la xarxa que provoca un retard important. En una connexió VoIP, les tècniques de control d'errors com ara la sol·licitud de repetició automàtica (ARQ) no són factibles i el receptor hauria de ser capaç de fer front a la pèrdua de paquets. L'ocultació de la pèrdua de paquets és la inclusió en un disseny de metodologies per comptabilitzar i compensar la pèrdua de paquets de veu.

## Tècniques PLC
- Inserció zero: els marcs de parla perduts es substitueixen pel silenci.
- Substitució de forma d'ona: el buit que falta es reconstrueix repetint una part de la parla ja rebuda. La forma més senzilla d'això seria repetir l'últim fotograma rebut. Altres tècniques expliquen la freqüència fonamental, la durada del buit, etc. Els mètodes de substitució de formes d'ona són populars per la seva senzillesa d'entendre i implementar. Un exemple d'aquest algorisme es proposa a la recomanació G.711 Apèndix I de la Unió Internacional de Telecomunicacions (ITU).
- Mètodes basats en models: s'han introduït i desenvolupat algorismes que aprofiten els models de parla per interpolar i extrapolar llacunes de parla.

## Ús
El PLC s'utilitza amb els còdecs Internet Low Bitrate Codec (iLBC) i SILK a Skype, a Jitsi amb els còdecs SILK i Opus, i a la pila pjsip utilitzada per CSimple. Google Duo utilitza WaveNetEQ, un model generatiu basat en el WaveRNN de DeepMind/Google AI.